# Der einsame Adler (1927)
Der einsame Adler (Originaltitel: The Lone Eagle) ist ein US-amerikanisches Stummfilmdrama aus dem Jahr 1927 von Emory Johnson, das zur Zeit des Ersten Weltkriegs spielt. Der Film wurde von Universal Pictures produziert und basiert auf einer Erzählung des Kampffliegers Lieutenant Howard Blanchard.

## Handlung
Der amerikanische Pilot Lieutenant Holmes wird einer Einheit des Royal Flying Corps zugeteilt, die ständig an der Westfront im Einsatz ist. Bei seiner ersten Begegnung mit dem Feind wird ihm Feigheit vorgeworfen. Als er Mimi, ein bezauberndes französisches Mädchen, kennenlernt, wird Holmes dazu inspiriert, mit seiner Tapferkeit im Einsatz zu prahlen.
Während eines Gefechts zwischen der Einheit und einer Staffel deutscher Flugzeuge schießt Red McGibbons, ein Fliegerass und enger Freund von Holmes, den Bruder von Lebrun, dem Anführer der deutschen Staffel, ab. Er wird bei dem Kampf jedoch selbst getötet. Lebrun fordert die Alliierten zu einem Luftduell heraus, und Holmes nimmt die Herausforderung trotz Mimis Einwänden an. Obwohl er von dem erfahrenen Lebrun zu Boden gezwungen wird, ebenso wie sein Freund Sven Linder, kann Holmes dem Flugzeugwrack unverletzt entsteigen. Er verfolgt den Deutschen in einem anderen Flugzeug und schießt ihn ab. Nach dem Waffenstillstand kehrt Holmes mit Mimi als seiner Frau nach Hause zurück.

## Hintergrund
Da keine Kopien der sechs Filmrollen existieren, gilt der Film als verschollen.

## Veröffentlichung
Die Premiere des Films fand am 18. September 1927 statt. 1928 kam er im Deutschen Reich und in Österreich in die Kinos. Er wurde auch unter dem Titel Ein Heldenlied von Kämpfern in den Wolken gezeigt.

## Kritiken
Der Kritiker des TV Guide schrieb, der Stummfilm sei eine stark verzerrte Version von Colonel Charles Lindberghs Flugabenteuern im Ersten Weltkrieg, einschließlich einer erbitterten Rivalität mit einem berüchtigten deutschen Fliegerass. Das Drehbuch wurde schnell überarbeitet, nachdem Lindbergh selbst alle Angebote abgelehnt hatte, in seiner eigenen Geschichte mitzuspielen.